# Ctenus narashinhai
Ctenus narashinhai là một loài nhện trong họ Ctenidae.
Loài này thuộc chi Ctenus. Ctenus narashinhai được miêu tả năm 1988 bởi Patel & C. Adinarayana Reddy.